# Elecciones presidenciales de Maldivas de 2008
Las elecciones presidenciales se llevaron a cabo en Maldivas el 8 de octubre de 2008 con una segunda vuelta el 28 de octubre. Fueron las primeras elecciones democráticas celebradas en el país desde su conversión en república en 1968. Hasta entonces, el pueblo solo podía aprobar al presidente por referéndum luego de que este fuera elegido por el Majlis de las Maldivas.
Ningún candidato obtuvo más del 50% necesario para la mayoría en primera vuelta, pero Maumoon Abdul Gayoom, el presidente incumbente desde 1978, obtuvo el 40% de los votos. Sin embargo, en la segunda vuelta, celebrada el 28 de octubre, el candidato del Partido Democrático de las Maldivas (formando parte de una alianza de varios partidos políticos), Mohamed Nasheed, que había quedado en segundo lugar con un magro resultado, lo derrotó con el 53.65% de los votos, convirtiéndose en el cuarto Presidente de Maldivas, y el primero democráticamente electo.

## Antecedentes
La elección inicialmente estaba prevista para el 4 de octubre, pero tuvo que ser retrasada después de que el Majlis no aprobara a tiempo las reformas necesarias.
El Presidente titular, Maumoon Abdul Gayoom, gobernaba el país desde noviembre de 1978, en un régimen apartidista en el cual el Majlis elegía al Presidente y este era aprobado en referéndum. Los treinta años de mandato de Gayoom se caracterizaron por un aumento galopante de la corrupción, la represión política y continuas acusaciones de liderazgo autocrático. Los partidos políticos fueron legalizados en 2005. Bajo la nueva constitución, teóricamente Gayoom estaba inhabilitado para ser reelecto, debido a que ya había sido Presidente por más de dos períodos, concretamente seis. Sin embargo, Gayoom argumentó que, dado que estas elecciones se llevarían a cabo bajo una nueva constitución, sus anteriores mandatos no debían tenerse en cuenta. El Tribunal Supremo acordó entonces que las limitaciones de la constitución debían habilitares "a partir" de aquella elección, y por lo tanto Gayoom sería elegible para un séptimo mandato (e incluso podría optar por un octavo una vez concluido el mismo).
El 25 de agosto de 2008, el Congreso Nacional de Maldivas y el Partido Adhaalath anunciaron que apoyarían candidato del Partido Republicano, Qasim Ibrahim. El 3 de septiembre, los seis candidatos participaron en un debate televisado (el primero en la historia del país).

## Elección

### Primera vuelta
Seis candidatos compitieron en la primera elección partidista de las Maldivas. Los primeros resultados indicaron que habría una segunda vuelta entre Maumoon Abdul Gayoom y Mohamed Nasheed y su compañero de fórmula, el Dr. Waheed. En la mañana del 9 de octubre de 2008, los resultados mostraron que Gayoom iba adelante con 40.3% contra de Nasheed, que tenía el 24,9%. Estos resultados se mantuvieron igual, y se descalificaron a los otros cuatro candidatos, por lo que una segunda vuelta entre Gayoom y Nasheed sería necesaria. A pesar de que Gayoom no pudo ganar en primera vuelta, como él había esperado, manifestó su satisfacción por su puntuación. De acuerdo con Gayoom, los resultados mostraron que era la "figura pública más popular" de Maldivas, y dijo que estaba listo para obtener la victoria en la segunda ronda.

### Segunda vuelta
Después de los primeros resultados de la primera ronda, se anunció que la segunda vuelta se llevaría a cabo el 28 de octubre, aunque la ley electoral proporcionada para la segunda vuelta exigía que esta debía tener lugar dentro de los 10 primeros días de ocurrida la primera. El comisionado electoral Mohamed Ibrahim dijo que agregar más días daría a los candidatos más tiempo para hacer campaña y daría a la comisión electoral más tiempo "para corregir problemas con el registro de votantes".
El candidato de la tercera fuerza, Hassan Saeed, un exfiscal general, dio su apoyo a Nasheed. Ibrahim Ismail también respaldó al opositor, y se esperó que los demás candidatos derrotados dieran también su apoyo a Nasheed.
El resultado final fue una victoria para Nasheer, que derrotó a Gayoom con el 53.65% de los votos, siendo juramentado en el cargo el 11 de noviembre.

## Resultados
| Elecciones presidenciales de Maldivas de 2008 | Elecciones presidenciales de Maldivas de 2008 | Elecciones presidenciales de Maldivas de 2008 | Elecciones presidenciales de Maldivas de 2008 | Elecciones presidenciales de Maldivas de 2008 | Elecciones presidenciales de Maldivas de 2008 | Elecciones presidenciales de Maldivas de 2008 | Elecciones presidenciales de Maldivas de 2008 |
| Partido                                       | Partido                                       | Candidato                                     | Compañero de fórmula                          | Primera vuelta                                | Primera vuelta                                | Segunda vuelta                                | Segunda vuelta                                |
| Partido                                       | Partido                                       | Candidato                                     | Compañero de fórmula                          | Votos                                         | Porcentaje                                    | Votos                                         | Porcentaje                                    |
| --------------------------------------------- | --------------------------------------------- | --------------------------------------------- | --------------------------------------------- | --------------------------------------------- | --------------------------------------------- | --------------------------------------------- | --------------------------------------------- |
|                                               | Democrático-Alianza                           | Mohamed Nasheed                               | Mohammed Waheed Hassan                        | 44,293                                        | 24.91%                                        | 97,222                                        | 53.65%                                        |
|                                               | Dhivehi Rayyithunge                           | Maumoon Abdul Gayoom                          | Ahmed Thasmeen Ali                            | 71,779                                        | 40.34%                                        | 82,121                                        | 45.32%                                        |
|                                               | Independiente                                 | Hassan Saeed                                  | Ahmed Shaheed                                 | 29,633                                        | 16.67%                                        |                                               |                                               |
|                                               | Republicano                                   | Qasim Ibrahim                                 | Ahmed Ali Sawaad                              | 27,056                                        | 15.22%                                        |                                               |                                               |
|                                               | Democrático Islámico                          | Umar Naseer                                   | Ahmed Rizwy                                   | 2,472                                         | 1.39%                                         |                                               |                                               |
|                                               | Social Liberal                                | Ibrahim Ismail                                | Fathimath Nahid Shakir                        | 1,382                                         | 0.77%                                         |                                               |                                               |
| Votos en blanco o inválidos                   | Votos en blanco o inválidos                   | Votos en blanco o inválidos                   | Votos en blanco o inválidos                   | 1,235                                         | 0.69%                                         | 1,861                                         | 1.03%                                         |
| Total                                         | Total                                         | Total                                         | Total                                         | 177,802                                       | 100.00%                                       | 181,204                                       | 100.00%                                       |
| Participación                                 | Participación                                 | Participación                                 | Participación                                 | 85.38%                                        | 85.38%                                        | 86.58%                                        | 86.58%                                        |